# Deiphobus
Trong thần thoại Hy Lạp, Deiphobus hay Deiphobos /diːˈɪfəbəs/ (tiếng Hy Lạp cổ: Δηΐφοβος, đã Latinh hoá: Dēḯphobos) là con trai của vua Priam và hoàng hậu Hecuba.  Anh là hoàng tử của thành Troy và là người con trai lớn nhất của vua Priam chỉ sau hai anh là Hector và Paris.  Deiphobus đã giết bốn người đàn ông nổi tiếng trong chiến tranh thành Troy.

## Mô tả
Deiphobus được nhà biên niên sử Malalas mô tả trong cuốn biên niên sử của ông như sau: "cao trên trung bình, đôi mắt tinh tường, mũi hơi hếch, da ngăm đen, gương mặt sáng sủa, dũng cảm, tốt bụng.". Trong khi đó, theo lời kể của Dares Phrygius, anh được mô tả là "... .trông giống cha mình (tức là có gương mặt đẹp trai). Anh là người có hành động cưỡng bức".

## Thần thoại
Theo Iliad (quyển XII, XIV và XXII), trong chiến tranh thành Troy, Deiphobus cùng với người anh em của mình là Helenus, thành lập một nhóm binh sĩ ở cuộc bao vây bức tường Argive mới được xây dựng xong. Họ đã giết chết nhiều người và làm người  anh hùng Hy Lạp Meriones bị thương. Khi Hector chạy trốn sự truy đuổi của Achilles, nữ thần Athena biến hình giả dạng thành Deiphobus và khuyên Hector hãy dũng cảm chiến đấu lại với Achilles. Hector tưởng rằng đó là em trai minh nên anh đã nghe theo và ném ngọn lao của mình về phía Achilles.  Ném trượt, Hector quay lại định hỏi xin em trai mình thêm một ngọn lao khác, nhưng "Deiphobus" đã biến mất. Hector lại nhìn xung quanh tìm kiếm em trai nhưng chẳng thấy đâu. Lúc đó, Hector hiểu ra các vị thần đã định đoạt số phận của mình, và rồi anh bị Achilles giết.
Một số dị bản kể rằng Deiphobus và Paris là những người đã bao vây phục kích và giết chết Achilles trong khi hai người dụ dỗ Achilles đến với Polyxena, em gái họ.  Sau cái chết của Paris, Helen được gả cho Deiphobus như là phần thưởng xứng đáng cho những công lao của anh trong cuộc chiến tranh và đánh bại nỗ lực cướp lấy Helen từ Helenus. Trong Những người phụ nữ thành Troy, Euripides kể lại rằng đó là cuộc hôn nhân bị ép buộc Helen cảm thấy cay đắng như một người nô lệ. Khi con ngựa thành Troy ở trong thành, Deiphobus cùng Helen khi cô đi xung quanh con ngựa, và giả giọng vợ của những chiến binh Hy Lạp gọi tên họ. Menelaus và Odysseus nỗ lực kiềm chế những người đàn ông khác đang trốn trong con ngựa cùng mình. Trong khi thành Troy bị vây hãm, Deiphobus bị Odysseus hoặc Menelaus giết và thi thể của anh bị làm hại. Vài dị bản lại nói thực chất Helen là người giết Deiphobus hoặc cô đã vui mừng trước cái chết của anh. Nhưng hầu hết các dị bản còn dường như chỉ ra rằng, Helen không hề yêu Deiphobus như hai người chồng trước của cô và cô quyết định thà quay về với Menelaus còn hơn là sống chung cùng Deiphobus.
Trong tác phẩm Aeneid của Virgil, thi thể của Deiphobus bị cắt xéo khủng khiếp trong khi thành Troy đang bị bao vây, anh xuất hiện trước mặt Aeneas ở dưới âm phủ. Anh kể với Aeneas chuyện về cái chết của anh là do Helen đã phản bội anh khi ra hiệu cho Menelaus tới chỗ phòng ngủ của mình. Cùng với Aeneas, anh cầu xin các vị thần hãy giúp anh trả thù lại những người Hy Lạp.

## Khác
- Deiphobus là nhân vật phụ trong vở kịch Troilus và Cressida của William Shakespeare.
- Một phiên bản hiện đại, Sự may mắn của thành Troy của Roger Lancelyn Green mô tả Deiphobus là một nhân vật đặc biệt khó chịu.